# Lindeschildmos
Lindeschildmos (Parmelina tiliacea) is een soort korstmos die behoort tot de familie Parmeliaceae. Het leeft in symbiose met de alg Trebouxioid.

## Determinatie
Lindeschildmos is een relatief groot bladvormig korstmos. De bovenzijde is witgrijs tot grijs, glad en dof. De lobuiteinden van het thallus zijn afgerond. De vorm is rozetachtig en heeft een diameter van 4 tot 10 cm. Het heeft een diep ingesneden aan de rand en hecht nauw aan het substraat. De lobben zijn 2 tot 10 × 3 tot 6 millimeter groot. Ze zijn leerachtig, vrij dik en min of meer passend. De uiteinden van de lobben zijn afgerond maar gekerfd. De onderzijde is zwartbruin, maar wordt naar de rand toe lichter. Het is volledig bedekt met enkelvoudige tot gevorkte rhizenen.
Soralen zijn afwezig. Talrijke, langwerpige cilindrische, grijze tot grijsbruine of zwartachtige isidiën zitten op het oppervlak van deze soort. De basis is grijs, hun punt is bruinachtig tot zwartbruin en loopt plotseling taps toe. Vanwege de isidia lijken de centrale gebieden van oudere exemplaren donkergrijs. Wanneer ze worden afgebroken, laten ze geen duidelijke putjes achter op het thallusoppervlak, in tegenstelling tot de vergelijkbare Parmelina pastillifera. Apotheciën komen zeldzaam voor. Indien aanwezig hebben een diameter tot 7 mm, licht of roodbruin oppervlak en een dikke, gladde of gebarsten rand. 
In één ascus worden 8 ascosporen van 8–12 × 5–7 μm gevormd. Het heeft een C+ rode kleurreactie.

## Ecologie
Lindeschildmos komt voor op de boomschors bij goede lichtomstandigheden van vrijstaande loofbomen, voornamelijk op voedselrijke schors, zoals esdoorn, es of linde. Zelden groeit het ook op silicaatgesteente. Het is slecht ontwikkeld of afwezig in gebieden met meer luchtverontreiniging.

## Verspreiding
Lindeschildmos kent een kosmopolitische verspreiding. Het komt voornamelijk voor in Europa en Azië, behalve deze twee continenten is het ook bekend uit Noord-Afrika, Colombia in Zuid-Amerika en het eiland Cuba. Het komt echter niet voor in Noord-Amerika.
In Nederland komt het vrij zeldzaam voor. Het staat op de rode lijst in de categorie 'Kwetsbaar'.